# Sá Nogueira
Rolando Augusto Bebiano Vitorino Dantas Pereira de Sá Nogueira (Lisboa, 19 de Maio de 1921 – 18 de Novembro de 2002), foi um pintor e professor; pertence à terceira geração de artistas modernistas portugueses.
Emergindo no período de afirmação das correntes neorrealista e surrealista em Portugal, Sá Nogueira percorre um caminho autónomo relativamente a ambas. Ao lirismo da sua obra inicial irá suceder, na década de 1960, uma aproximação à corrente pop internacional para, nas décadas finais, se empenhar num tipo de figuração expressionista onde faz a síntese das fases iniciais e descobre novas vias narrativas.
Autor de uma obra multifacetada, por vezes preocupada com a dimensão político social, Sá Nogueira foi também professor, influenciando sucessivas gerações de jovens através da sua ação pedagógica na Sociedade Nacional de Belas Artes, Escola Superior de Belas-Artes do Porto, Faculdade de Arquitectura da Universidade Técnica de Lisboa, etc.

## Biografia

Jardim suspenso I, 1961, óleo sobre tela, 98 x 72,5 cm

Filho de Augusto Vieira de Sá Nogueira (11 de Janeiro de 1878 - 1935), sobrinho-neto por varonia do 1.º Barão de Sá da Bandeira, 1.º Visconde de Sá da Bandeira e 1.º Marquês de Sá da Bandeira, e de sua mulher Amélia Dantas Pereira (14 de Julho de 1886 - 25 de Fevereiro de 1960), Rolando Sá Nogueira nasce em Lisboa. Passa os cinco anos seguintes em Angola, onde decorria a carreira militar do pai. Regressa a Lisboa e ingressa no Colégio Vasco da Gama em regime de internato. Em 1931 abandona o colégio para viver com um tio, ficando com ele até ao regresso dos pais em 1933; o seu pai morre dois anos mais tarde.
Em 1942 ingressa na Escola de Belas-Artes de Lisboa para cursar arquitectura. Em 1946 desiste desse curso e inscreve-se em pintura. Faz amizade, entre outros, com João Abel Manta, Jorge Vieira (escultor) e José Dias Coelho. Apresenta o seu trabalho pela primeira vez em exposições coletivas em 1947, na 2ª Exposição Geral de Artes Plásticas; termina os estudos em 1950.
Em 1956 casa com Bina Sá Nogueira, de quem terá duas filhas: a encenadora e actriz Paula Sá Nogueira e a estilista Mariana Sá Nogueira.
Em 1960 faz a sua primeira exposição individual. Entre 1962 e 1964 estuda em Birmingham e na Slade School, em Londres, como bolseiro da Fundação Gulbenkian. Participa nas iniciativas da Cooperativa de Gravadores Portugueses.
Entre 1969 e 1975 colabora no ateliê do arquitecto Francisco da Conceição Silva, fazendo intervenções plásticas e coordenando as opções cromáticas de projectos arquitetónicos.
A sua ação como professor ligado ao ensino do desenho foi determinante na formação de várias gerações de artistas mais jovens. Desde a década de 1960 e até ao final da vida ensinou em diversas instituições, nomeadamente na Sociedade Nacional de Belas Artes, na Escola Superior de Belas-Artes do Porto, ou na Faculdade de Arquitectura da Universidade Técnica de Lisboa.
Em 2004, a Câmara Municipal de Lisboa homenageou o pintor dando o seu nome a uma rua na zona do Pólo Universitário da Ajuda, em Lisboa.

## Obra Plástica

Ah! Que les raisins sont capiteux, 1965, óleo, lápis de cera, guache e colagem sobre tela, 122 x 92 cm

A obra de Sá Nogueira tem início em meados dos anos quarenta, num contexto artístico onde está viva a dicotomia figuração/abstração, mas que é pontuado, no seu círculo mais próximo, pelo surrealismo e pelo neorrealismo. Sá Nogueira demarca-se de ambos com a sua abordagem pessoal, de um "lirismo calmo e observador, um tanto irónico, em que perpassa uma nostalgia algo oitocentista".
Com uma linguagem onde se detetam as influências de Matisse e, sobretudo, de Modigliani, realiza retratos de amigos próximos, muitos deles pertencentes à intelectualidade Lisboeta – João Abel Manta (arquiteto), Jorge Vieira (escultor), Keil do Amaral (arquiteto), entre outros. Nos anos imediatos vemos consolidar-se um idioma pessoal em imagens do quotidiano lisboeta. Através de um tipo de "narração lírica e intimista", Sá Nogueira pinta interiores de cafés como A Brasileira, praças e jardins das zonas modernas da cidade, num tipo de "figuração de raiz naturalista […] presidida pela modernidade aquietada de Bonnard" ; é o que encontramos, por exemplo, nas suas vistas à distância do Jardim do Torel (Jardim suspenso I, 1961), com a sua vibração cromática, as suas "manchas de vegetação indefinidas contrastando com a geometria da linha das casas".
A estadia no Reino Unido entre 1962 e 1964 (primeiro Birmingham e depois em Londres) abre-lhe novas perspectivas: "A maior alteração verificável na sua pintura deu-se nas estratégias de composição, na incorporação dos novos sinais do mundo exterior, na aceitação de novas modalidades de diálogo entre o ato de pintar e a coisa pintada".
O exemplo de Kurt Schwitters (cujo trabalho redescobre numa exposição na galeria Marlborough) e da arte Pop, então em fase de afirmação, levam-no a rever os princípios estruturantes da sua obra anterior. O interesse pela alusão ao quotidiano sofre um redirecionamento quando descobre o potencial da colagem, realizando-se em trabalhos de pequena dimensão onde vemos surgir maços de tabaco, fragmentos de objectos descartados, de imagens de revistas... Irá prosseguir, numa atitude de grande ironia, "com a introdução nas suas telas de imagens de postais românticos e eróticos, […] para finalmente abordar aspectos da vida social, política ou artística"  (veja-se, por exemplo, Ah! Que les raisins sont capiteux, 1965). O espaço pictórico torna-se mais complexo, aproximando-se dos sistemas compositivos do cubismo, informados pela dinâmica renovadora da arte Pop.

Fá-los ouvir a tua corneta negro, 1973-74, óleo e fotografia impressionada sobre tela, 120 x 120 cm

A entrada no ateliê de Conceição e Silva em 1969 dá-lhe novas condições para trabalhar. "Havia recursos imensos! O modo de funcionar era «industrial»". Sá Nogueira utiliza tintas acrílicas e telas sensibilizadas fotograficamente na gestação de imagens poderosas, descobrindo novas significações, novas soluções formais, novas hipóteses de fragmentação / associação / recombinação das imagens, que irão culminar em trabalhos de cariz político-social onde faz, por exemplo, a "denúncia do racismo", como em Fá-los ouvir a tua corneta, negro!, 1973-74. E assistimos por vezes a uma forma mais neutra e impessoal de manuseamento da pintura (paralela à de alguns artistas Pop), ficando parte do trabalho de realização das obras a cargo de um pequeno grupo de assistentes.
Sem entrar em rutura com o universo formal e narrativo das décadas anteriores, realizando uma síntese que compatibiliza momentos díspares da sua carreira, a partir dos anos oitenta a pintura de Sá Nogueira regressa a valores pictóricos mais tradicionais, mas também mais sensíveis, "que vão do cromatismo à gradação lumínica, dos volumes à composição espacial"; realiza pinturas onde parte de Jan Steen, "metamorfoseando os interiores do pintor holandês", para mais tarde regressar ao seu "fascínio pelo quotidiano, centrando a sua atenção nas personagens que o tinham ocupado nos finais dos anos cinquenta".
"Poderosamente dinamizadas por uma composição ágil e [pela] introdução de colagens e texturizações", as obras de Sá Nogueira na década de 1990 "remetem para o que de mais interessante [ele] viu e fez nos anos 60. E realizam-no sobre motivos bem portugueses, nostálgicos nos termos da memória reconstitutiva de um passado que se prolonga nas atuais como um crónica da cidade e dos seus habitantes e prédios, de pequenos nadas que são episódios, personagens, amores e desamores, coisas recuperadas para o futuro...".

## Exposições / Prémios / Obras de arte pública

### Algumas exposições
- Exposições Gerais de Artes Plásticas, SNBA, Lisboa, 1947, 1949, 1950, 1951, 1953, 1954.
- II Bienal de São Paulo, 1953.
- I Exposição de Artes Plásticas da Fundação Calouste Gulbenkian, Lisboa, 1957.
- Salão de Inverno da Sociedade Nacional de Belas Artes, SNBA, 1958.
- I Salão de Arte Moderna, SNBA, Lisboa, 1958.
- Exposição individual, Biblioteca Municipal, Castelo Branco, 1960.
- Exposição individual, Galeria Diário de Notícias, Lisboa, 1961.
- II Exposição de Artes Plásticas da Fundação Calouste Gulbenkian, Lisboa, 1961.
- Exposição individual - Sá Nogueira: Colagens; Galeria 111, Lisboa, 1965.
- Exposição individual, SNBA, Lisboa, 1966.
- Bienal de Tóquio, 1967.
- Exposições individuais, Galeria Interior, Lisboa, 1970, 1977.
- Arte Portuguesa Contemporânea, Brasília, S. Paulo, Rio de Janeiro, 1976-77.
- Arte Portuguesa nos Anos 50, Biblioteca Municipal, Beja; SNBA, Lisboa, 1992.
- Exposições individuais, Galeria Ana Isabel, Lisboa, 1983, 1986, 1987, 1989,
- Exposição individual, Galeria Nasoni, 1994.
- Imagens da Arte Portuguesa do Século XX, Coleção Manuel de Brito, Museu do Chiado, Lisboa, Museu de Arte Moderna de São Paulo, 1994, 95.
- Exposição retrospetiva, Museu do Chiado, Lisboa, 1998.

### Prémios
- Prémio Silva Porto, 56º Salão da Primavera, 1960.
- Prémio Soquil (Menção Honrosa), 1972.
- Prémio Doutor Gustavo Cordeiro da Academia Nacional de Belas Artes, 1990.

### Algumas obras de arte pública
- Revestimento do refeitório da Escola Primária do Vale Escuro (1953-1956).
- Painel de azulejos, Av. Infante Santo (1958).
- Revestimento do Laboratório Luso-Fármaco em Lisboa (1958).
- Painel da entrada do Parque de Campismo de Monsanto (1961).
- Pintura mural, Loja Valentim de Carvalho, Cascais (c. 1970)
- Revestimento em azulejos da estação Laranjeiras, do Metropolitano de Lisboa (com a colaboração de Fernando Conduto (1988).
- Painel de azulejos para a nova sede da Caixa Geral de Depósitos (1993).
- Rio Vivo (no Parque das Nações em Lisboa).
- Painel com motivos de Borboletas no prolongamento da Av. dos Estados Unidos da América.

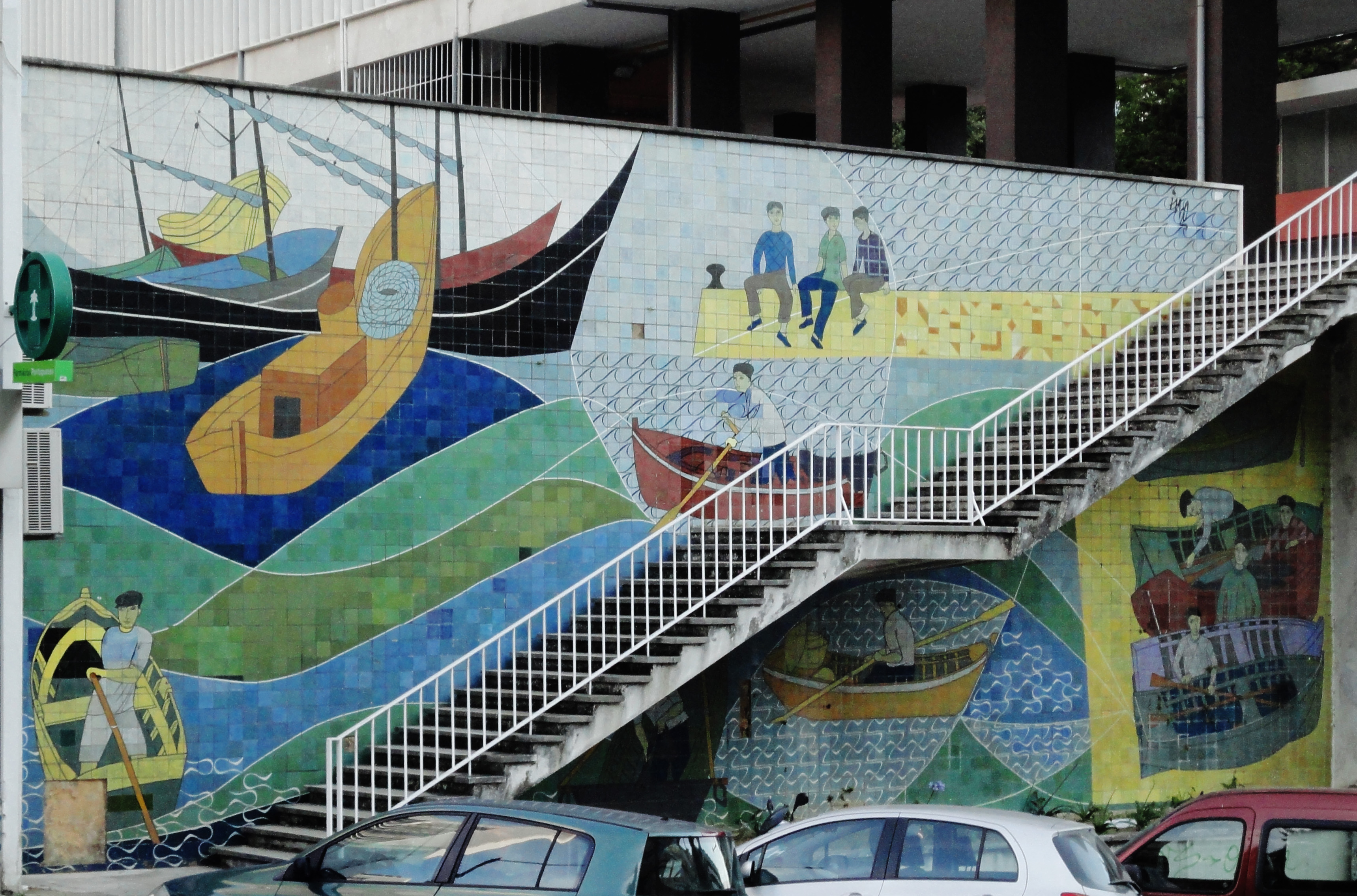
Painel de azulejos, Av. Infante Santo, Lisboa, 1958
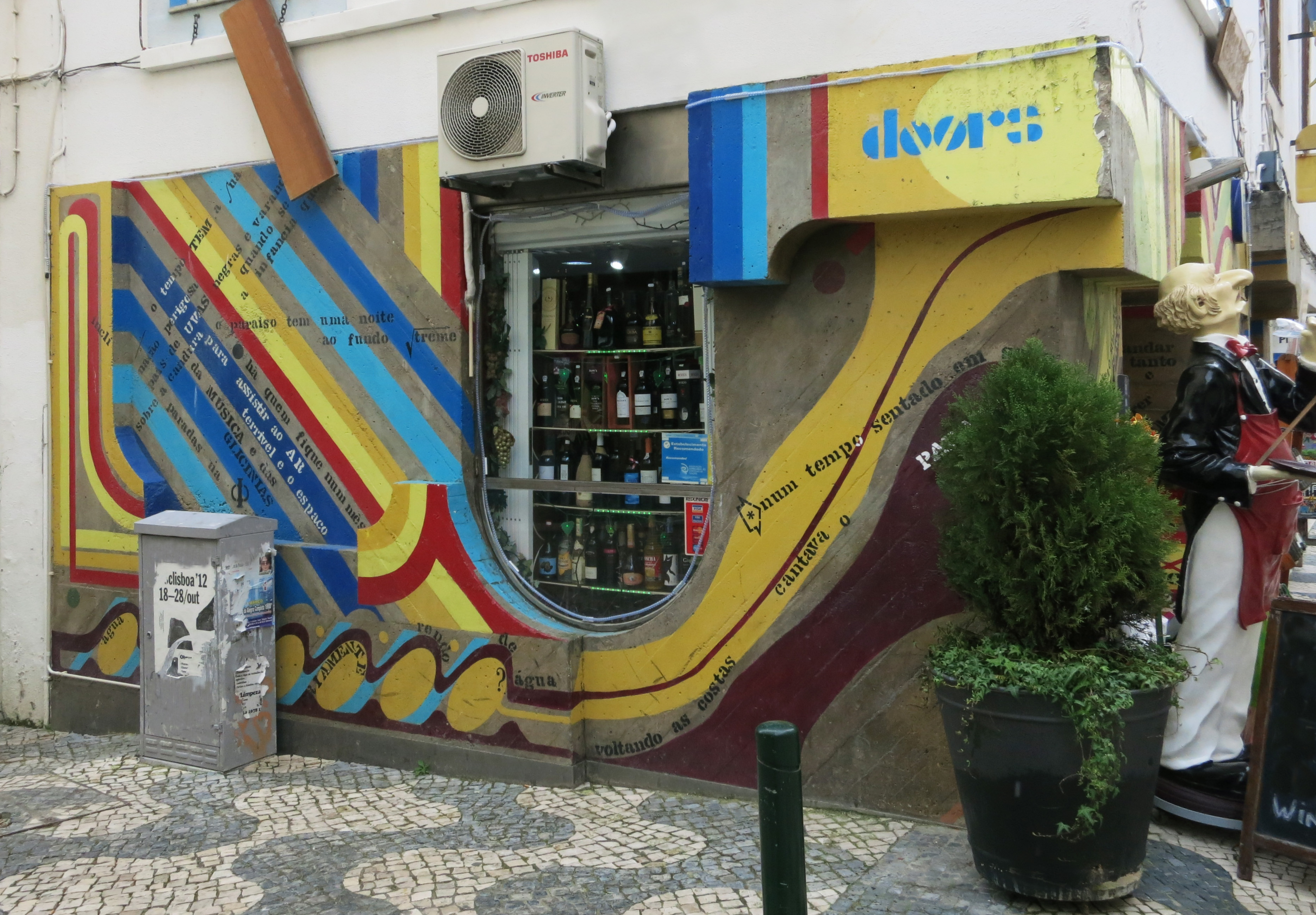
Antiga loja Valentim de Carvalho, Cascais, c. 1970

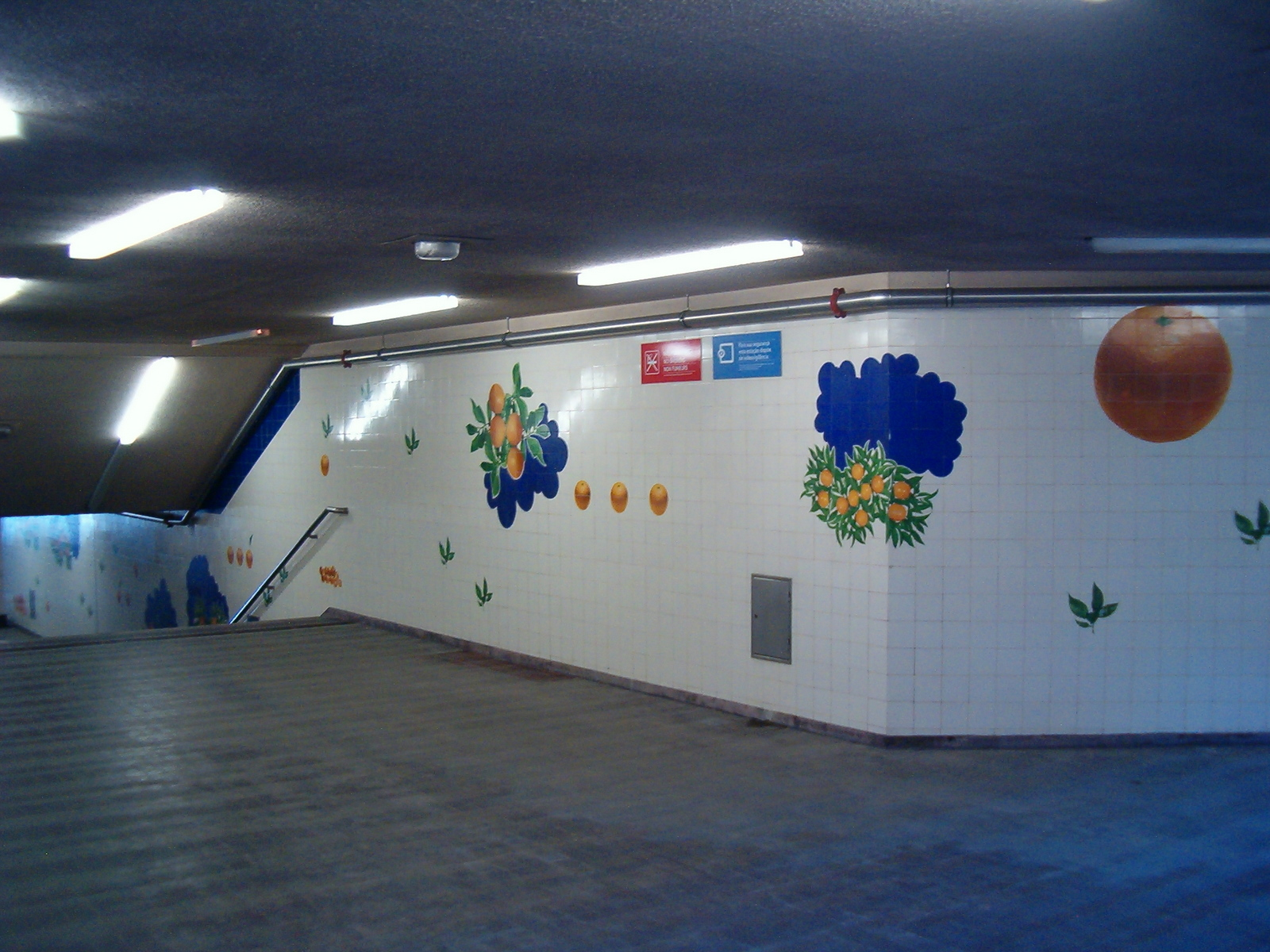
Estação Laranjeiras, Metropolitano de Lisboa, 1988
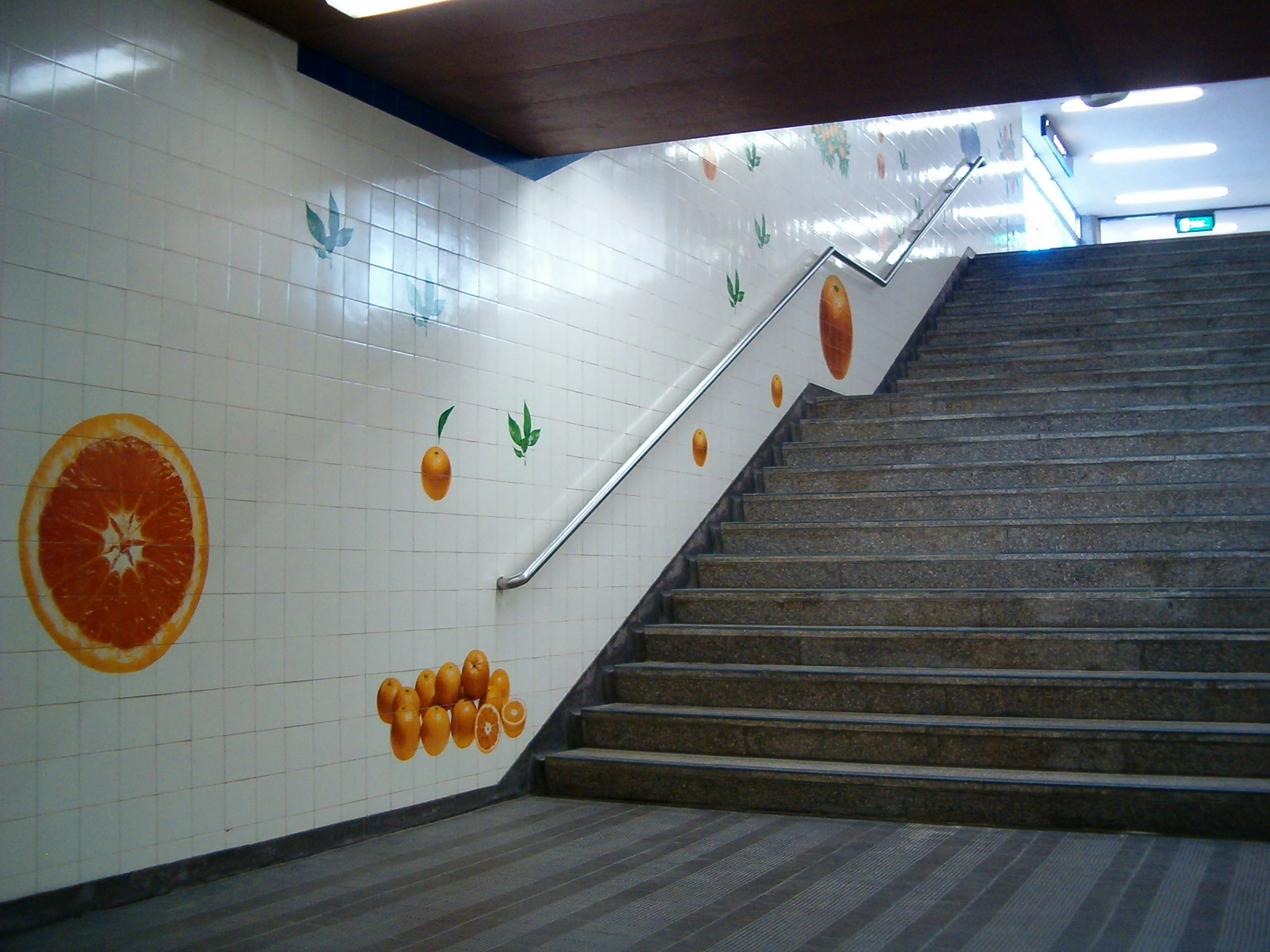
Estação Laranjeiras, Metropolitano de Lisboa, 1988
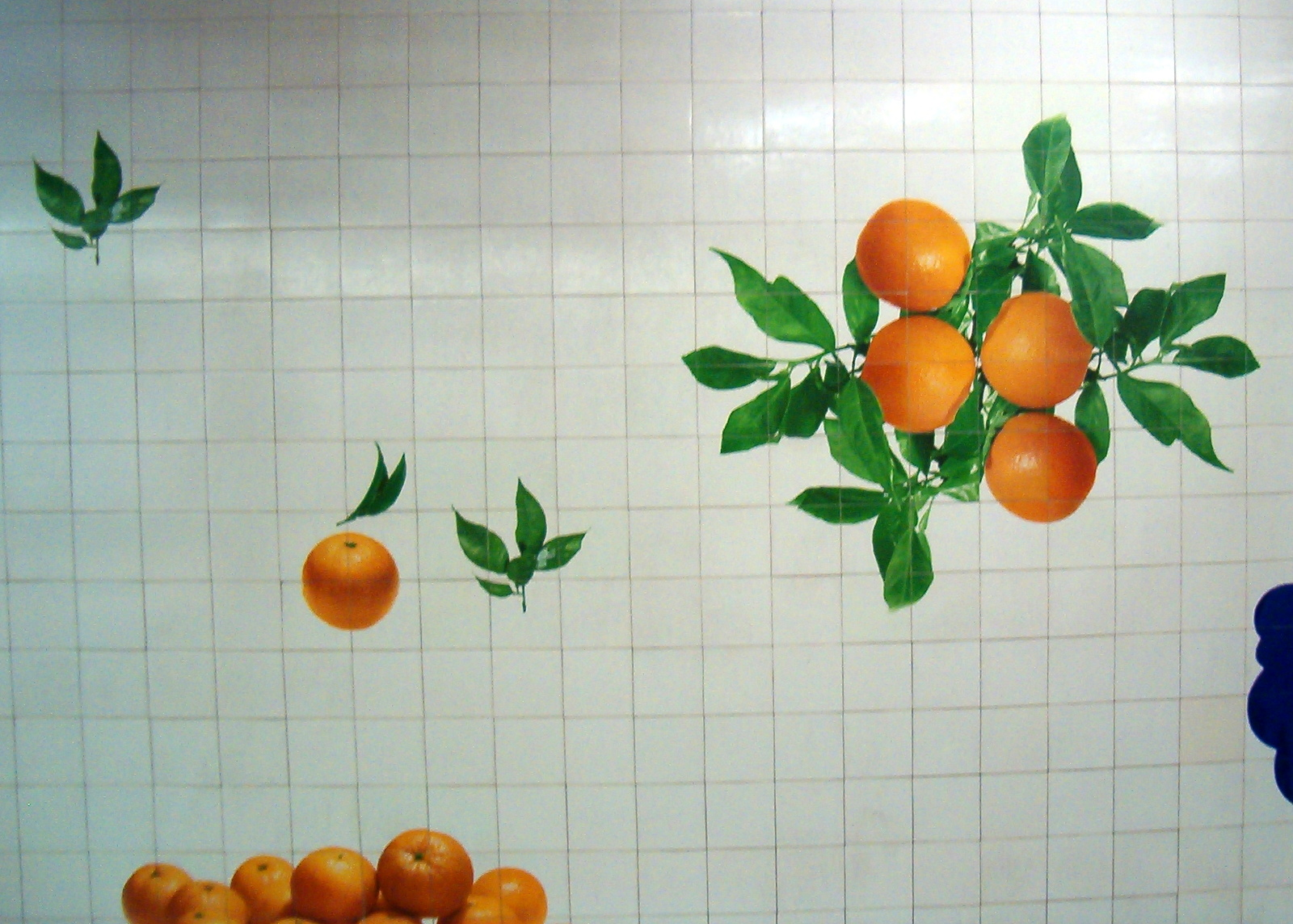
Estação Laranjeiras, Metropolitano de Lisboa, 1988